# Шклярский, Вацлав
Вацлав Эугениуш Шклярский (пол. Wacław Eugeniusz Szklarski; 25 сентября 1925 года, Едличе — 10 июля 2021 года) — польский генерал дивизии (Народное Войско Польское), комдив, заместитель начальника Генерального Штаба.

## Биография
С 1926 года жил с родителями в гмине Бугринь под Ровно на Волыни, до 1939 года окончил 1-й класс Государственной гимназии в Ровне. Как сын военного поселенца на Волыни Михала, в мае 1940 года был депортирован НКВД в Вологду. Занимался валкой деревьев в тайге. В 1941 году переведен в Бийск Алтайского края. Военную службу начал 24 мая 1943 года рядовым 3-го стрелкового полка 1-й стрелковой дивизии им. Тадеуша Костюшко. Позже служил в 6-м стрелковом полку 2-й стрелковой дивизии им. Хенрика Домбровского. В 1944 году окончил Офицерскую пехотную школу. В качестве офицера прошел боевой путь в составе 4-го стрелкового полка. Ранен под Мирославцем на Поморском валу.
После окончания боевых действий в Европе командовал взводом в 32-м пехотном Будзишинском полку. После годичных офицерских курсов в Офицерской пехотной школе № 3 в Эльблонге, назначен командиром роты крупнокалиберных пулеметов 8-го пехотного полка. В 1948-49 годах командир роты и офицер разведки 7-го Колобжегского стрелкового полка. В 1949 году направлен в Высшую пехотную школу, после окончания которой оставался старшим преподавателем и заместителем начальника цикла тактики на Курсах подготовки офицеров пехоты в Высшей пехотной школе. В 1958—1961 годах курсант Академии Генерального штаба Войска Польского. После окончания академии с отличием, присвоено звание подполковника, назначен старшим помощником начальника отдела Оперативного управления Генерального штаба Войска Польского. В 1964—1967 годах начальник отдела и заместитель начальника Третьего оперативного управления Главной инспекции национальной территориальной обороны. В 1968 году направлен на учебу в Академию Генерального штаба Вооруженных Сил СССР. После окончания с отличием академии, в 1970 году приступил к обязанностям начальника отдела оперативной подготовки Генерального штаба Вооруженных Сил Польши. С 1972 года заместитель начальника штаба Поморского военного округа. В 1973—1975 годах командовал 8-й Дрезденской механизированной дивизией им. Бартоша Гловацкого в Кошалине. В сентябре 1973 года присвоено звание бригадного генерала. С 1975 по 1983 год начальник Оперативного управления Генерального штаба Вооруженных сил Польши, затем до 1986 года заместитель начальника Генерального штаба Вооруженных сил Польши по оперативным вопросам.
11 октября 1982 года министр национальной обороны наградил его записью в «Книге почетных воинских подвигов» «за образцовую службу и работу в Вооруженных Силах Польской Народной Республики и особые заслуги перед социалистической Родиной во время военного положения». В 1984 году получил звание генерала дивизии.
С 1986 года заместитель начальника штаба Объединенных вооруженных сил стран Варшавского договора. В 1989—1990 годах находился в распоряжении министра национальной обороны. Официально уволен в отставку министром национальной обороны генералом армии Флорианом Сивицким в связи с окончанием профессиональной военной службы 23 ноября 1990 года.
В 1985—1990 годах — член Верховного Совета и Правления ЗБоВиД. В 1993—1995 годах член Совета ветеранов при Президенте Республики Польша. В 1999—2007 годах председатель Главного правления Союза ветеранов Республики Польша и бывших политзаключенных.

## Награды
- Командорский крест со звездой ордена Возрождения Польши (2002)[2]
- Офицерский крест ордена Возрождения Польши
- Кавалерский крест ордена Возрождения Польши
- Орден «Знамя Труда» I степени (1988)
- Орден «Знамя Труда» II степени (1981)
- Крест Храбрых (1946)[3]
- Золотой Крест Заслуги (1954)
- Серебряный Крест Заслуги (1946)[4]
- Серебряная Медаль «Заслуженным на поле Славы» (1945)
- Юбилейная медаль «10 лет Народной Польши»
- Юбилейная медаль «30 лет Народной Польши»
- Юбилейная медаль «40 лет Народной Польши»
- Медаль «Победы и Свободы»
- Медаль Комиссии Народного Образования
- Золотая медаль «Вооружённые силы на службе Родине»
- Серебряная медаль «Вооружённые силы на службе Родине»
- Бронзовая медаль «Вооружённые силы на службе Родине»
- Медаль «За участие в боях за Берлин»
- Золотая медаль «За заслуги при защите страны»
- Серебряная медаль «За заслуги при защите страны»
- Бронзовая медаль «За заслуги при защите страны»
- Орден Отечественной войны I степени (СССР; 1985)
- Медаль «За укрепление боевого содружества» (СССР)
- Юбилейная медаль «Двадцать лет Победы в Великой Отечественной войне 1941—1945 гг.» (СССР)
- Юбилейная медаль «Тридцать лет Победы в Великой Отечественной войне 1941—1945 гг.» (СССР)
- Юбилейная медаль «Сорок лет Победы в Великой Отечественной войне 1941—1945 гг.» (СССР)
- Юбилейная медаль «60 лет Вооружённых Сил СССР» (СССР)
- Юбилейная медаль «70 лет Вооружённых Сил СССР» (СССР)
- Юбилейная медаль 60 лет Победы (Израиль) — 2005[5]